# Pylodexia
Pylodexia es un género de foraminífero planctónico de estatus incierto, aunque considerado un sinónimo posterior de Globigerina de la subfamilia Globigerininae, de la familia Globigerinidae, de la superfamilia Globigerinoidea, del suborden Globigerinina y del orden Globigerinida. Su especie tipo era Pylodexia tetratrias. Su rango cronoestratigráfico abarcaba el Holoceno.

## Descripción
Su descripción podría coincidir con la del género Globigerina, ya que Pylodexia ha sido considerado un sinónimo subjetivo posterior. No obstante también incluía especies posteriormente agrupadas en Globigerinita o Globigerinoides.

## Discusión
A Pylodexia no le fue asignada originalmente una especie tipo de manera correcta, algo que se hizo posteriormente por otros autores. Este hecho provoca que el género se encuentre en un estatus incierto. Además, fue posteriormente considerado un sinónimo subjetivo posterior del género Globigerina.

## Clasificación
Pylodexia incluía a las siguientes especies:
- Pylodexia atlantica
- Pylodexia globigerina
- Pylodexia glomerulus
- Pylodexia heteropora
- Pylodexia megastoma
- Pylodexia platytetras
- Pylodexia pusilla
- Pylodexia rubra
- Pylodexia tetratrias
- Pylodexia uvula